# Arcidiecéze Ayacucho
Arcidiecéze Ayacucho je římskokatolická diecéze, nacházející se v Peru.

## Území
Arcidiecéze zahrnuje region Ayacucho, provincii Parinacochas, Paucar del Sara Sara a část provincie Lucanas.
Arcibiskupským sídlem je město Ayacucho, kde se nachází hlavní chrám diecéze, Katedrála Panny Marie Sněžné.
Církevní provincie:
- diecéze Huancavélica
- územní prelatura Caravelí

## Historie
Dne 20. července 1609 byla bulou Divinae maiestatis papeže Pavla V. zřízena z části území diecéze Cuzco diecéze Huamanga. Byla sufragánou arcidiecéze Lima.
Roku 1681 byl zřízen kněžský seminář diecéze.
Dne 28. května 1803 byla část území včleněna do nové diecéze Maynas.
Roku 1825 byla přejmenována na Ayacucho.
Dne 5. února 1900 byla část území včleněna do nové apoštolské prefektury Ucayali.
Dne 23. května 1943 se stal sufragánou arcidiecéze Cuzco.
Dne 18. prosince 1944 byla část území použita ke zřízení diecéze Huancavélica, 21. listopadu 1957 územní prelatury Caravelí a 28. dubna 1958 diecéze Abancay.
Dne 30. června 1966 byla bulou Suprema ea usi papeže Pavla VI. povýšena na metropolitní arcidiecézi.

## Seznam biskupů a arcibiskupů
- 1612–1621 Agustín de Carvajal, O.S.A.
- 1622–1636 Francisco Verdugo Cabrera
- 1637–1638 Gabriel de Zarate, O.P.
- 1642–1649 Antonio Conderina Vega, O.S.A.
- 1649–1650 Andrés García de Zurita
- 1650–1659 Francisco de Godoy
- 1660–1664 Cipriano de Medina, O.P.
- 1666–1667 Vasco Jacinto de Contreras y Valverde
- 1668–1677 Cristóbal de Castilla y Zamora
  - 1677–? Antonio de San Pedro (zvolený biskup)
- 1679–1688 Sancho Pardo de Andrade de Figueroa y Cárdenas
- 1689–1695 Mateo Delgado
- 1699–1704 Diego Ladrón de Guevara
  - 1704–1716 sede vacante
- 1716–1722 Francisco de Deza y Ulloa
- 1723–1741 Alfonso López Roldán, O.S.Bas.
- 1741–1742 Miguel Bernardino de la Fuenta y Rojas
- 1745–1748 Francisco Gutiérrez Galeano, O. de M.
- 1750–1763 Felipe Manrique de Lara
- 1764–1769 José Luis de Lila y Moreno, O.S.A.
- 1670–1680 Miguel Moreno y Ollo
- 1781–1790 Francisco López Sánchez
- 1791–1795 Bartolomé Fabro Palacios
- 1796–1802 Francisco Matienzo Bravo de Rivero
- 1804–1810 José Antonio Martínez de Aldunate
- 1815–1816 José Vicente Silva y Olave
- 1818–1826 Pedro Gutiérrez de Coz
  - 1826–1841 sede vacante
  - 1838–1838 Juan Rodríguez Raymúndez (zvolený biskup)
- 1841–1857 Santiago José O' Phelan
- 1865–1874 José Francisco Ezequiel Moreyra
- 1875–1882 Juan José de Polo
  - 1882–1893 sede vacante
- 1893–1900 Julian Cáceres Negrón
- 1900–1935 Fidel Olivas Escudero
- 1936–1939 Francisco Solano Muente y Campos, O.F.M.
- 1940–1958 Victor Álvarez Huapaya, S.D.B.
- 1958–1979 Otoniel Alcedo Culquicóndor, S.D.B.
- 1979–1991 Federico Richter Fernández-Prada, O.F.M.
  - 1991–1995 sede vacante
- 1995–1999 Juan Luis Cipriani Thorne
  - 1999–2001 sede vacante
- 2001–2011 Luis Abilio Sebastiani Aguirre, S.M.
- od 2011 Salvador Piñeiro García-Calderón